# Кулыги
Кулыги — село в Вятскополянском районе Кировской области России. Административный центр Кулыжского сельского поселения.

## География
Село находится в южной части Кировской области, в зоне хвойно-широколиственных лесов, в пределах правобережной части долины реки Вятки, на расстоянии приблизительно 9 километров (по прямой) к востоку от города Вятские Поляны, административного центра района. Абсолютная высота — 63 метра над уровнем моря.
Климат
Климат характеризуется как умеренно континентальный, с умеренно холодной зимой и тёплым летом. Среднегодовая температура — 2,9 °C. Средняя температура воздуха самого холодного месяца (января) составляет −13,8 °C (абсолютный минимум — −48 °С); самого тёплого месяца (июля) — 19,1 °C (абсолютный максимум — 38 °С). Безморозный период длится в течение 126—131 дня. Годовое количество атмосферных осадков — 453—506 мм, из которых 245—275 мм выпадает в период с мая по сентябрь. Снежный покров держится в течение 150 дней.

## Население
| 2010 |
| ---- |
| 697  |

Половой состав
По данным Всероссийской переписи населения 2010 года в гендерной структуре населения мужчины составляли 47,1 %, женщины — соответственно 52,9 %.
Национальный состав
Согласно результатам переписи 2002 года, в национальной структуре населения русские составляли 94 % из 680 чел.

## История
Расстояние до центра района (город Вятские Поляны) 15 километров, дата основания — 1320 год, число жителей 828 (346 дворов).
Прежние названия: деревня Ушак (Кушак), Кулиги (оба названия переводятся ка «место у реки», возможно когда-то река была рядом), Вознесенское, Кулыгское, Кулыгинское, Кулыжское.
Расположено на красивом месте, вокруг раскинулись широкие луга. Улицы находятся параллельно друг другу и тянутся к озеру, где раньше стояла церковь, а ныне Дом культуры и библиотека. Гордостью села была дубовая роща (дубняк, вырублен).
На территории современного округа издавна жили удмурты, мари, татары, русские появились позднее. Первое упоминание о селении относится к 1715 году, когда была получена грамота на возведение деревянной церкви, которая простояла до 1756 года, потом была поставлена новая (1751), третья церковь сгорела в 1859 году, четвертая продана в село Борки Уфимской губернии в 1887 году. Каменный храм построен в 1891 году. Священником служил И. Я. Кулыгинский, представитель династии, которая известна в Елабуге и ближайших поселениях. Вероятно, название села пошло от фамилии этих священнослужителей. Переименование деревни Ушак на Кулыги относится к 1808 году, в селе было 220 дворов, площадь земли в пределах 2600 гектар. В конце 19 века часть жителей села образовала поселение Новые Кулыги.
В селе жили лесопромышленники Санниковы, которые занимались сплавом леса, все жители работали на них: заготовляли лес, сплавляли древесину по реке, вплоть до Астрахани. Сплав леса жители вели вплоть до Великой Отечественной войны. Крестьяне выращивали рожь, овес, полбу (среднее между ячменем и пшеницей), горох, чечевицу, просо, коноплю и лен, имели домашний скот.
В годы гражданской войны село оказалось в сфере боевых действий, в Кулыгах были расположены артиллерийские батареи, в один дом попал снаряд, и вся улица сгорела. Пожары в селе очень часто, однажды в течение 2,5 часов сгорело около 250 дворов. Село пришлось отстраивать заново. Колхоз организован в 1929 году, к 1931 году на территории сельсовета числилось 9 колхозов, во всех населенных пунктах. Более крупными были «Согласие» (существовал до 1937 года, деревня Куршино) и «Пятилетка» (село Кулыги). В 1937 году «Согласие» на собрании колхозников переименован в им. Ленина. К 1940 году колхоз стал одним из самых богатых. В 1950 году к нему присоединились 4 мелких (деревни Бяз, Помяловка, Синяур, Куюк). К колхозу «Пятилетка» в 1950 году присоединились 3 мелких (деревни Пеньки, Белогузка, Пиковка), в марте 1959 года оба колхоза объединились, центральной усадьбой колхоза им. Ленина стало село Кулыги (с 1988 года председатель колхоза В, А, Колыбин). В 1994 году Куршинская бригада отделилась — создано ООО «Согласие»